# Teatro nacional Preah Suramarit
La Teatro nacional Preah Suramarit era el antiguo teatro nacional de Camboya en la capital Nom Pen (Phnom Penh).
Diseñado por el arquitecto en jefe nacional Molyvann Vann en 1966, se inauguró en 1968 como el Gran Teatro Preah Bat Norodom Suramarit (alias Teatro de Mohorsrop). Construido para parecerse a un barco en la orilla del río Bassac, el lugar era conocido por su amplio escenario y una excelente acústica para el teatro y los musicales de Camboya.  El edificio del teatro se convirtió en un hito en la actual estructura de Phnom Penh. Fue derribado en 2008.